# 議政府中央駅
議政府中央駅（ウィジョンブチュンアンえき）は、大韓民国京畿道議政府市議政府洞にある議政府軽電鉄の駅である。駅番号は(U117)。駅構内や駅舎看板などの一部掲示では中央駅とも案内されている。

## 駅構造
相対式ホーム2面2線を有する高架駅。　

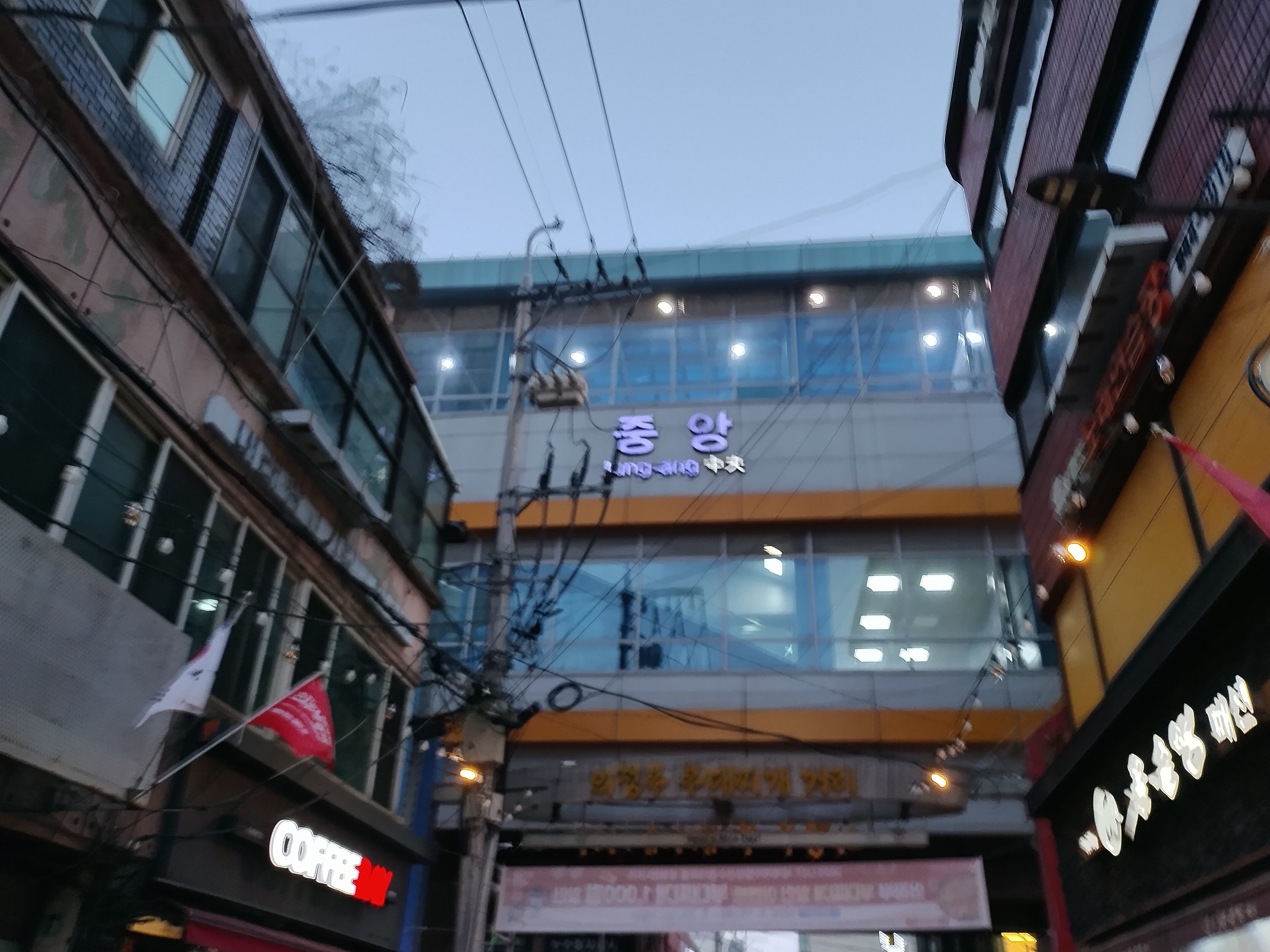
駅舎の様子
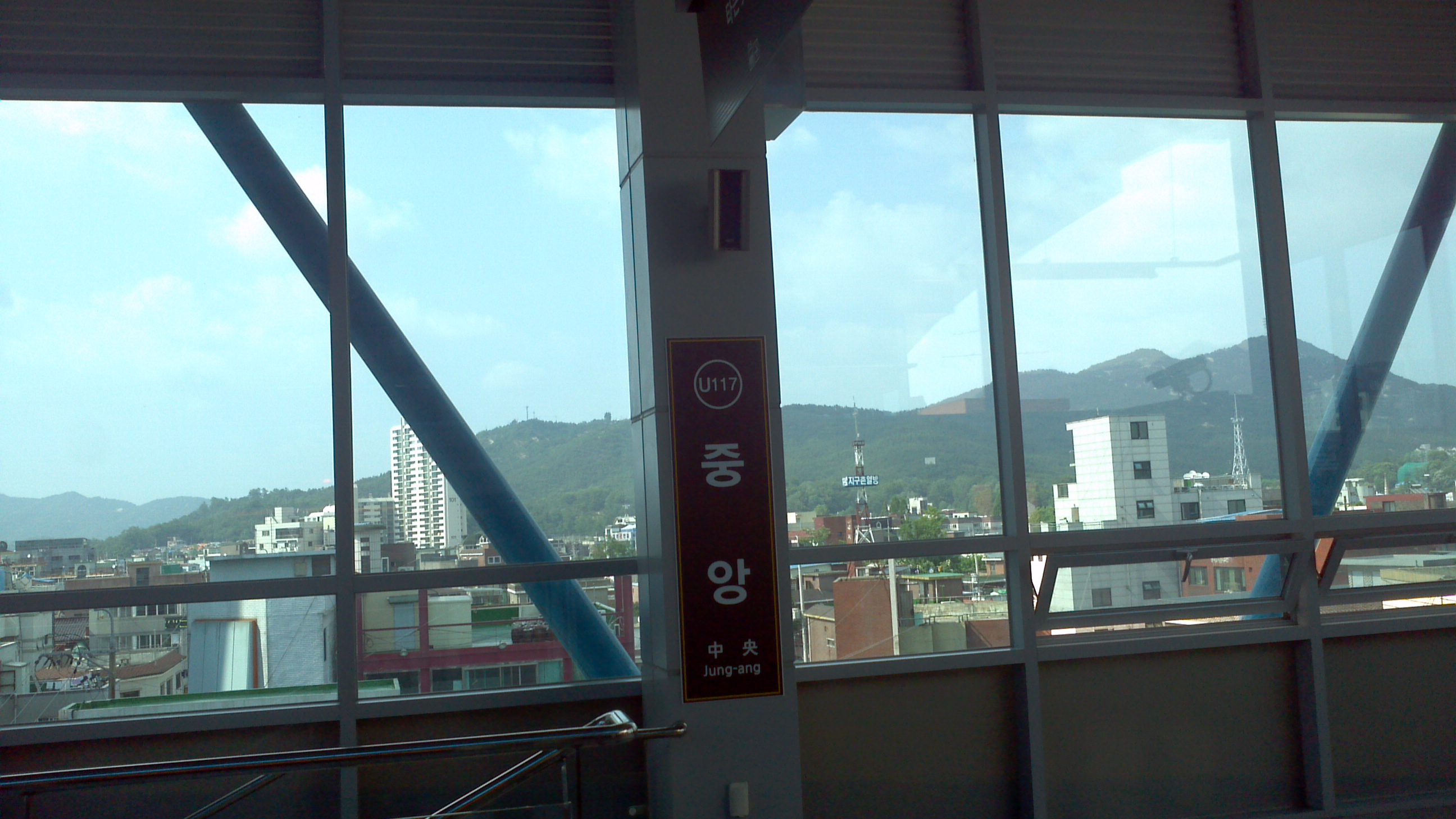
駅名板

### のりば
| 上り | ● | 鉢谷・回龍・軽電鉄議政府方面     |
| 下り | ● | 東梧・京畿道庁北部庁舎・塔石方面 |

## 駅周辺
- 国立農産物検査所
- 京畿道教育庁北部庁舎
- 議政府1洞住民センター

## 歴史
- 2012年7月1日 - 議政府軽電鉄が開業。

## 隣の駅
議政府軽電鉄
●議政府軽電鉄　
興宣駅 (U115) - 議政府中央駅 (U117) - 東梧駅 (U118)